# Máriás József
Máriás József (Felsőbánya, 1940. január 30. – Nyíregyháza, 2022. április 5.) erdélyi magyar újságíró, szerkesztő, irodalomtörténész.

## Életútja
Középiskolát Nagybányán végzett (1957), a Babeș–Bolyai Tudományegyetemen magyar nyelv és irodalom szakból tanári diplomát szerzett (1962). Pályáját Szamosdarán kezdte az általános iskolában, 1964-től a Bányavidéki Fáklya, 1968-tól a Szatmári Hírlap szerkesztőségében dolgozott, ahol főszerkesztő (1974–79), helyettes főszerkesztő (1979–86), majd a kulturális rovat vezetője. Irodalompublicisztikai írásait az Előre, Falvak Dolgozó Népe, Művelődés, Utunk közölte. Az 1989-es politikai fordulat után a Szatmári Friss Újság, valamint a kolozsvári Vasárnap és Keresztény Szó munkatársa.
Nyugdíjba vonulása után Nyíregyházára települt át, és az irodalomtudomány területén tevékenykedett.

## Munkássága
Érdeklődésének tárgykörében szerepel Nagybánya nagy író-szülöttjének, Németh Lászlónak irodalomtörténeti értékelése. Az Irodalomtudományi és Stilisztikai Tanulmányok 1984-es kötetében az író és szülővárosa kapcsolatait vizsgálja, az Erdélyi Féniks 1991. áprilisi számában a romániai színpadokon játszott Németh-drámákkal foglalkozik, Adósai vagyunk Németh Lászlónak cím alatt a Korunk 1991/3. számában a folyóirat Németh László-képének ellentmondásos alakulását elemzi, sürgetve, hogy az író születésének Nagybányán végre emléktáblával megünnepelt évfordulója "legyen kezdete annak a folyamatnak, mely újra beilleszti őt az erdélyi magyar szellemi élet áramkörébe". Egy tanulmánya Az író rejtettebb birtokán : írások Németh Lászlóról (Székesfehérvár, 1992) című kötetben.

## Főbb művei
- In memoriam Németh László, 1901–1975; szerk. Máriás József; Misztótfalusi Kis Miklós Közművelődési Egyesület, Nagybánya, 1995 (EMKE füzetek)
- Felsőbányai kalauz; szerk. Máriás József; Misztótfalusi Kis Miklós Közművelődési Egyesület, Nagybánya, 1998 (EMKE füzetek)
- Nyíregyháza templomai, kápolnái, imaházai / Churches, chapels and houses of prayer in Nyíregyháza; fotó Fodor András, angolra ford. Vraukó Tamás; Kelet Press, Nyíregyháza, 2008
- Az írás: szolgálat. Tanulmányok, esszék, recenziók; Felsőmagyarország, Miskolc, 2016
- Transzilván délkörök. Esszék, tanulmányok; Kriterion–Művelődés, Kolozsvár, 2017